# 索内普尔
索内普尔（Sonepur），是印度比哈尔邦薩蘭縣的一个城镇。2001年总人口33,389。

## 人口
该地2001年总人口33,389人，其中男性17,841人，女性15,548人；0－6岁人口5,430人，其中男2,812人，女2,618人；识字率59.72%，其中男性为69.81%，女性为48.15%。